# Der Knabe in Blau
Der Knabe in Blau er en tysk stumfilm fra 1919 af F. W. Murnau.

## Medvirkende
- Ernst Hofmann - Thomas von Weerth
- Blandine Ebinger - Schöne Zigeunerin
- Margit Barnay - Junge Schauspielerin
- Karl Platen - Alter Diener
- Georg John
- Leonhard Haskel
- Marie von Buelow
- Rudolf Klix - Bobby
- Hedda Kemp
- Hans Otterhausen
- Hans Schaup